# ارمیاس اندرسون
ارمیاس اندرسون (نام علمی: Eremias andersoni) نام یک گونه از تیره لاسرتا است.